# Мутарика, Питер
Артур Питер Мутарика (англ. Arthur Peter Mutharika; род. 18 июля 1940, Чисока, Тайоло, Ньясаленд) — малавийский государственный деятель, президент Малави (с мая 2014 по июнь 2020 года).

## Биография

### Молодые годы
Питер Мутарика родился в 1940 году. Его родной брат Бингу ва Мутарика был третьим президентом Малави в 2004—2012 гг.

### Политическая карьера
Питер Мутарика был избран главным кандидатом в президенты от партии на предстоящих выборах 2014 года. После этого, он повсюду сопровождал президента и при необходимости исполнял его обязанности.
После смерти 5 апреля 2012 года действующего президента Бингу Ва Мутарики, Питер Мутарика был арестован в числе десяти бывших высокопоставленных чиновников и обвинён в попытке воспрепятствовать вступлению Джойс Банды на пост президента, в частности в подготовке военного переворота. Банда заняла этот пост, так как по конституции, в случае смерти президента власть переходит к вице-президенту, пост которого она занимала на тот момент.

### Президент Малави
По результатам прошедших 20 мая 2014 года всеобщих выборов после обработки 100 % бюллетеней Питер Мутарика опередил действующего президента Джойс Банду, получив 36,4 % голосов. Второе место занял лидер оппозиционной Партии конгресса Малави Лазарус Чаквера с 27,8 %, а Джойс Банда получила 20,2 % голосов. Банда приняла этот результат, в то же время продолжая описывать голосование как «мошенническое» и утверждать, что выборы сопровождались массовыми фальсификациями.
31 мая 2014 года Питер Мутарика был приведён к присяге президента Малави. Президент ЮАР Джейкоб Зума поздравил Мутарику с победой на выборах и пообещал укреплять двусторонние отношения между двумя государствами.
По результатам президентских выборов 21 мая 2019 года 78-летний Мутарика был переизбран, по официальным данным набрав более 38 % голосов. Лазарус Чаквера получил 36 %. Оппозиционные силы обратились в Высокий суд Малави, так как отказывались признавать результаты выборов, в стране начались демонстрации протеста. В феврале 2020 года Конституционный суд Малави аннулировал результаты выборов: коллегия из пяти судей сочла результаты недействительными в связи с большим количеством нарушений и 21 мая объявила новое голосование. Это решение было беспрецедентным в новой истории Африки, наряду с пересмотром результатов президентских выборов 2017 года в Кении.
На повторных выборах, прошедших 23 июня 2020 года, Чаквера одержал полную победу, набрав 58,6 % голосов избирателей при явке в 65 %. Инаугурация прошла 28 июня.